# 폼페이우스 극장

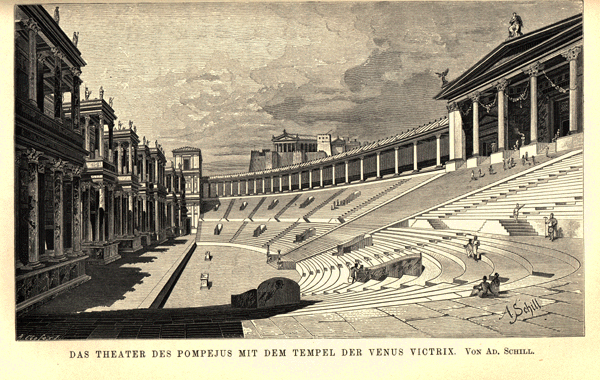
폼페이우스 극장

폼페이우스 극장(라틴어: Theatrum Pompeii, 이탈리아어: Teatro di Pompeo 테아트로 디 폼페오[*])은 고대 로마의 건축물로 로마 공화정 후기에 건설되었다. 완성까지 7년에 걸렸으며, 기원전 61년에 착공하여 준공 이전 기원전 55년에 사용되기 시작되었다. 로마 최초의 극장이며, 몇 세기에 걸쳐 세계 최대의 극장으로 알려져 있었다.
이 건축물은 로마 극장의 원형으로 알려져있다. 이전 그리스의 극장은 땅을 원형으로 판 형태로 구축되어 있었지만, 폼페이우스 극장에서는 처음으로 완전히 자립한 돌 구조로 되어 있다. 그 후 로마 제국 내에서 건설 된 극장은 이를 본보기로, 거기에 약간의 변경 형태로 건설되었다. 폼페이우스 극장은 고대부터 근대까지를 통틀어 세계 최대의 극장으로 간주되어 왔다.
이 극장의 역사는 오래지만, 특히 율리우스 카이사르가 암살된 장소로 유명하다.

## 같이 보기
- 로마 극장